# Sanguinolaria sanguinolenta
Sanguinolaria sanguinolenta is een tweekleppigensoort uit de familie van de Psammobiidae. De wetenschappelijke naam van de soort is voor het eerst geldig gepubliceerd in 1791 door Gmelin.